# Джаббарова, Рахиля Мухтар кызы
Джаббарова Рахиля Мухтар кызы  (азерб. Rəhilə Muxtar qızı Cabbarova; 24 ноябрь 2022, Тифлис, Тифлисский уезд,Грузинская ССР – 1 декабря 2002 Баку, Азербайджан) — азербайджанская советская певица меццо-сопрано, вокалистка, актриса, педагог, Заслуженная артистка Азербайджанской ССР (1958).

## Биография
Рахиля Джаббарова родилась 24 ноября 1922 года в Тифлисе и училась в музыкальной школе №1. В годы войны с 1941 по 1945 год она работала в военном госпитале в Тбилиси. С 1945 по 1947 год она была преподавателем в Доме народного творчества в Тбилиси и вскоре стала солисткой Государственного ансамбля песни и танца Грузии.
В 1947 году она переехала с семьей в Баку. Рахиля Джаббарова по рекомендации Узеира Гаджибекова поступила в подготовительное отделение Азербайджанской государственной консерватории. С 1949 по 1954 годы Рахиля училась на вокальном отделении. На третьем курсе, по предложению Шовкет Мамедовой, она была принята в театр оперы и балета Азербайджана в качестве солистки.
Первый раз на сцене Рахиля Джаббарова выступила в опере "Кёроглы" Узеира Гаджибекова и долгое время была известна как исполнительница этой роли. Её первой большой ролью стал образ Гюльчатай в опере "Севиль" Фикрета Амирова.
Рахиля Джаббарова помимо сценической деятельности также часто участвовала в радио- и телепередачах. В её репертуар входили азербайджанские народные песни, а также камерные произведения русских и западноевропейских композиторов.
В период с 1971 по 1997 год  Рахиля Джаббарова работала на должности заведующей кафедрой вокала Азербайджанского государственного университета культуры и искусств.
Рахиля Джаббарова умерла 1 декабря 2002 года в Баку.

## Награды и звания
- Удостоена звания "Заслуженная артистка Азербайджанской ССР" — 26 апреля 1958
- Лауреат президентской пенсии Азербайджанской Республики — 11 июня 2002[7]

## Театральные роли
- "Кероглу", Узеир Гаджибеков — роль дочери
- "Аршин мал алан", Узеир Гаджибеков — Асья
- "Наргиз", Муслим Магомаев — Гюльназ
- "Севиль", Фикрет Амиров — Гюлюш
- "Ашук Гариб", Зульфугар Гаджибеков — Агджагыз
- "Мертвые", Васиф Адыгезалов — Фатманисе
- "Свободный", Джахангир Джахангиров — Хури Хала
- "Борис Годунов", Модест Мусоргский — Марина Мнишек, Шинкарка
- "Пиковая дама", Пётр Чайковский — Миловзор, Графиня
- "Евгений Онегин", Пётр Чайковский — Полина, Ольга
- "Даиси", Захари Палиашвили — Нано
- "Риголетто", Джузеппе Верди — Маддалена и Графиня де Чепрано
- "Травиата", Джузеппе Верди — Флора Бервуа
- "Аида", Джузеппе Верди — Амнерис
- "Трубадур", Джузеппе Верди — Азучена
- "Лакме", Лео Делиб — Мелаке
- "Князь Игорь", Александр Бородин — Кончаковна
- "Фауст", Шарль Гуно — Сибель
- "Демон", Антон Рубинштейн — Доброхотливая волшебница-Ангел
- "Чио-Чио-Сан", Джакомо Пуччини — Сузуки
- "Царская невеста", Николай Римский-Корсаков — Любаша

## Фильмография
- Тени ползут (фильм, 1958) - Джахан
- Севиль (фильм, 1970) - Гюлюш